# The Dalles
The Dalles är administrativ huvudort i Wasco County i Oregon. Enligt 2010 års folkräkning hade orten 13 620 invånare.

## Kända personer från The Dalles
- Greg Walden, politiker